# Ajmer (stad)
Ajmer uitspraakⓘ (Hindi: अजमेर; /ədʒmeːr/), ook Ajaymeru, is een stad in het district Ajmer in de Indiase deelstaat Rajasthan. De stad vormde in de geschiedenis een van de hoofdsteden van het rijk van de hindoekoning Prithviraj III (1168-1192). De stad telde 485.197 inwoners bij de volkstelling van 2001. Van de stad zijn de namen van het district en een vroegere provincie van Brits-Indië afgeleid. De laatste, Ajmer-Merwara, vormde na de onafhankelijkheid van India tot de staat Ajmer, die op 1 november 1956 opging in Rajasthan.

## Geografie
De stad ligt nabij het centrum van Rajasthan in het Aravalligebergte op de uitlopers van de heuvel Taragarh en wordt aan alle zijden omringd door bergen. Ten noorden van de stad bevindt zich het kunstmatige meer Anasagar, waarbij zich een marmeren baradari (ontmoetingsplaats bij heet weer) bevindt. Ajmer is een ouder en drukke stad, waarvan de moderne delen zich aan de rand bevinden.

## Geschiedenis
Ajmer werd in de vroege 12e eeuw gesticht door radja Ajaya Pal Chauhan, een lokale leider uit de Chauhan-stam. Ajaya Pal liet een fort bouwen op een heuvel, die hij "Ajaya Meru" noemde; "onoverwinnelijk fort". Zijn nakomelingen veroverden een rijk dat het noorden van Rajasthan en oosten van de Punjab besloeg. Ajmer vormde een bloeiende handelspost tussen Hindoestan en de havensteden van Gujarat.
In 1193 wist de Turks-Perzische, islamitische krijgsheer Mohammad van Ghor de vesting te veroveren op radja Prithviraj III. Hij liet de regering echter over aan de Chauhan-heersers op voorwaarde dat ze een flinke schatting afdroegen aan zijn bestuur. Vervolgens vormde Ajmer een vazalstaat van het Sultanaat van Delhi, alvorens het in 1365 werd veroverd door de heerser van Mewar. In 1509 vormde Ajmer het onderwerp van een twist tussen de maharadja's van Mewar en Marwar en in 1532 wist de heerser van het laatste gebied de stad in te nemen.
In 1559 werd Ajmer veroverd door Mogolkeizer Akbar en bleef ondanks enkele opstanden vervolgens in Mogolhanden tot 1770, waarna het overging op de Maratha's. De maharadja's van Mewar en Marwar accepteerden de Maratha's echter niet en voerden een langdurige oorlog tegen hen. In 1818 werd Ajmer door de Maratha's verkocht aan de Britse Oost-Indische Compagnie voor de prijs van 50.000 roepies. Daarop brak een rustigere periode aan, hoewel de nabijgelegen stad Nasirabad wel betrokken was bij de grote opstand van 1857, daar een aantal Indiase sepoys van het garnizoen aldaar meededen aan de opstand. Onder Brits koloniaal bestuur werd Ajmer bestuurd door een agent van de gouverneur-generaal (AGG) die geheel Rajputana (oude naam van Rajasthan) overzag.
Na de Indiase onafhankelijkheid in 1947 herkreeg Ajmer een tijdlang haar positie als een centraal bestuurde staat, bestuurd door een hoofdcommissaris, maar in 1956 werd haar gebied ingelijfd bij de staat Rajasthan.

## Economie en transport
Ajmer ligt aan een spoorkruising en heeft breedspoorverbindingen met Jaipur, Marwar, Ahmedabad en Mumbai (en verder naar Bangalore) en een meterspoor (smalspoor)verbinding (die momenteel wordt omgezet in het kader van Project Unigauge) naar Udaipur. Bij de spoorwegen bevindt zich een onderhoudswerkplaats. De spoorlijn droeg bij aan de ontwikkeling van de stad als handels- en maakcentrum voor goederen als wol, kousen, schoenen, zeep en farmaceutische producten. Bij de stedelijke landbouw is vooral de pluimveehouderij van belang. In de nabijgelegen stad Kishangarh worden veel marmer en marmerproducten verhandeld. Ajmer ligt aan een van de nationale hoofdwegen. De stad heeft zelf geen luchthaven; de dichtstbijzijnde is de internationale luchthaven Swai Mansingh 135 kilometer verderop, bij Jaipur.

## Demografie
De stad telde 485 197 inwoners bij de volkstelling van 2001, waarvan 52% bestond uit mannen en 48% uit vrouwen. De alfabetiseringsgraad bedroeg 74% (landelijk gemiddelde: 59,5%), waarbij het analfabetisme net als in andere delen hoger ligt bij vrouwen. 12% van de bevolking was in 2001 jonger dan 6 jaar.

## Bezienswaardigheden

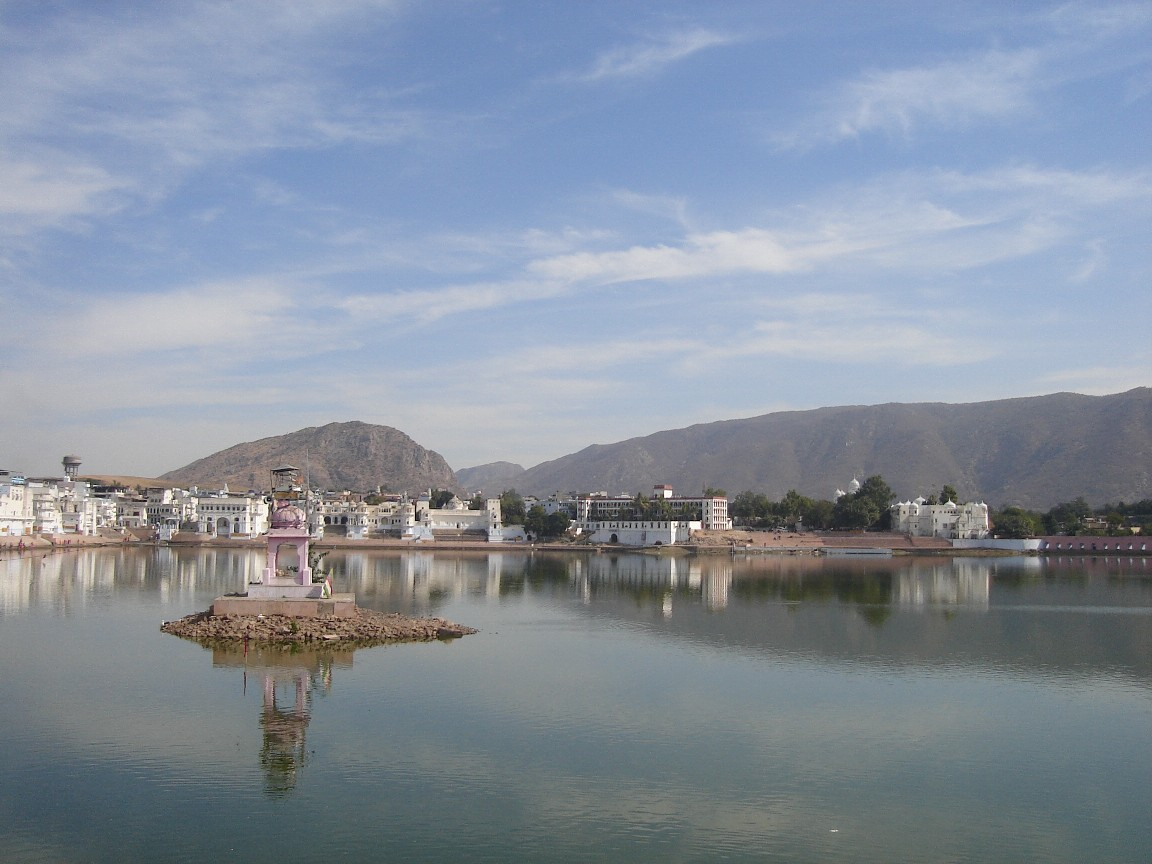
Het Pushkarmeer

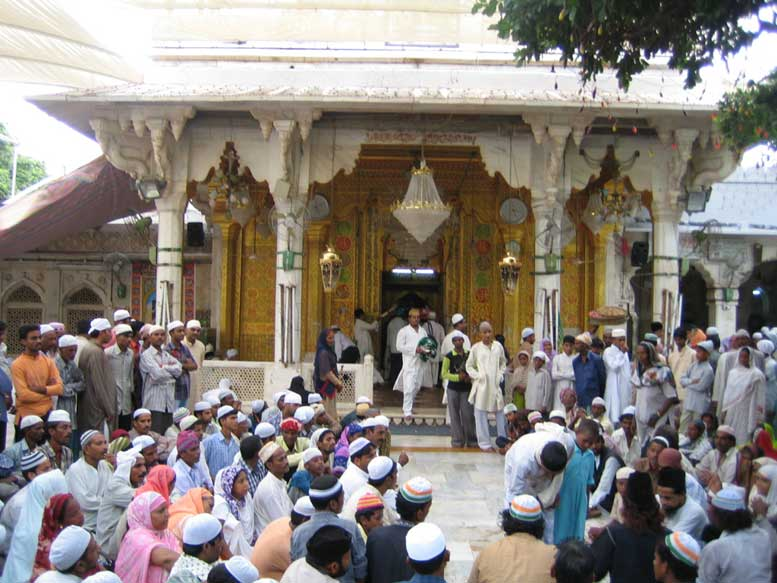
De dargah van soefiheilige Moinuddin Chishti

De belangrijkste bezienswaardigheden in en rond de stad zijn de heilige hindoestad Pushkar, de tombe van soefiheilige Moinuddin Chishti (Gharib Nawaz), de dargah eromheen en het kasteel en bijhorende fort. Deze en andere bezienswaardigheden worden hieronder beschreven.
- Pushkar is een stad op ongeveer 23 kilometer van Ajmer, dat met name bekend is om het Pushkarmeer en de 14e-eeuwse hindoetempel ter ere van de hindoegod Brahma, de enige ter wereld. Daarnaast is de stad bekend om haar jaarlijkse kamelenmarkt.
- Ajmer fort is een enorm kasteel in Mogol-architectuur gebouwd door Alan Singh Chanda en uitgebreid door Sawai Jai singh I. Het diende als hoofdverblijfplaats van de Mogolkeizers tot Sawai Jai Singh II de hoofdstad verplaatste naar Jaipur wegens plaats gebrek. Het fort ook wel Jaigarh Fort genoemd ligt hoger op de heuvel om het kasteel te beschermen en bezit het grootste kanon op wielen.
- De zogenoemde 'Dargah Shareef' van khwaja Moinuddin Chishti bevindt zich aan de voet van de heuvel Taragarh en bestaat uit verschillende witte marmeren gebouwen, die zijn opgesteld rond twee hoftuinen en bevat een grote poort die werd geschonken door de nizam van Haiderabad, een moskee geschonken door Mogolkeizer Shah Jahan, de Akbari Masjid (moskee gebouwd ten tijde van koning Akbar) en de overkoepelde tombe van de soefiheilige. Keizer Akbar en zijn koningin kwamen er elk jaar te voet op pelgrimstocht vanaf Agra omdat hij die eed had gezworen toen hij bad om een zoon. De grote zuilen, die tijdens Akbars regering als dagelijkse rustplaatsen tussen Agra en Ajmer werden opgericht op onderlinge afstanden van 3 kilometer, bestaan ook nog altijd.
- Het Taragarhfort is het massieve fort van Ajmer en de vroegere zetel van de Chauhan-heersers. Het werd gebouwd in 1354 in Bundi.
- de Adhai-din-ka-jhonpra is een Jaintempel uit 1153, die in 1193 werd omgedoopt naar een moskee door Qutbuddin Aibak en zich bevindt op de lagere helling van de Taragarhheuvel. Afgezien van het deel dat als moskee wordt gebruikt is bijna de hele tempel verworden tot een ruïne, maar bevat nog wel enkele fraaie vormen van architectuur en beeldhouwkunst. Het dak wordt ondersteund door 40 zuilen, waarvan geen twee hetzelfde zijn en die bedekt zijn met veel ornamenten.
- 'Magazine' is het stadsmuseum van Ajmer en vormde eens de woonplaats van prins Salim (Jahangir), de zoon van keizer Akbar en huisvest nu een verzameling wapentuig en beeldhouwwerken van de Mogols en de Rajputs.
- Op de top van de Taragarhheuvel bevindt zich nog een fort, waarvan de dikke stenen muren over de hellingen lopen en het tafellandschap omcirkelen. De muren hebben een omtrek van 3 kilometer en het fort kan slechts worden bereikt over een steile en grof geplaveide trap en de westzijde van de heuvel. Toen de Britse Raj de stad in handen kreeg, werd het fort ontmanteld in opdracht van William Bentinck en omgebouwd tot een sanatorium voor de troepen die in de Britse legerstad Nasirabad waren gelegerd.
- Het 'Mayo College' is een private middelbare school die in 1875 werd opgericht door Lord Mayo, een onderkoning van Brits-Indië, voor de kinderen van de adel van Rajputana om deze op Engelse wijze les te kunnen geven. De architectuur van de schoolgebouwen stralen de grandeur van het toenmalige Rajasthan uit en het hoofdgebouw, dat is opgetrokken uit witte marmer, vormt een klassiek voorbeeld van Indo-Saraceense architectuur. Het ontwerp van het gebouw bevindt zich nu in de archieven van het Brits Museum in Londen.
- Het Anasagarmeer werd aangelegd als kunstmatig meer door koning Anaji (1135-1150), de grootvader van Prithviraj III, op een pittoreske plek ten noorden van Ajmer. Bij het meer bevinden zich de Daulat Bagh-tuinen die in opdracht van keizer Jahangir werden aangelegd. Shah Jahan liet de Baradari (marmeren paviljoen) aanleggen naar het meer. Tussen de kleine heuvels Bajrang Garh en Khobra Bherun (vernoemd naar de hindoetempels die erop zijn gebouwd) werd een kade aangelegd.

## Geboren in Ajmer
- Parag Agrawal (1984), Indiaas-Amerikaans softwareontwikkelaar en internetondernemer; sinds 2021 ceo van Twitter